# Angol labdarúgócsapatok listája
A lista Anglia labdarúgóklubjait tartalmazza betűrendben, az országos bajnokságok tizedik osztályáig.
A világ többi klubját lásd a Labdarúgócsapatok listája szócikkben.

## A bajnokságok Angliában
- 1  Premier League
- The Football League
  -  2  Championship
  -  3  League One
  -  4  League Two
- National League
  -  5  National League
  -  6  National League North
  -  6  National League South
- National League Feeder Leagues[1]
  -  7  Isthmian League Premier Division
  -  7  Northern Premier League Premier Division
  -  7  Southern League Premier Division
  -  8  Isthmian League Division One North
  -  8  Isthmian League Division One South
  -  8  Northern Premier League Division One North
  -  8  Northern Premier League Division One South
  -  8  Southern League Division One Central
  -  8  Southern League Division One South & West
- Alacsonyabb szintű bajnokságok (9-11. osztály)[2]
  -  9  Combined Counties League Premier Division
  -  9  Eastern Counties League Premier Division
  -  9  Essex Senior League
  -  9  Hellenic League Premier Division
  -  9  Midland Football League Premier Division
  -  9  North West Counties League Premier Division
  -  9  Northern Counties East League Premier Division
  -  9  Northern League Division One
  -  9  Southern Combination Football League Premier Division
  -  9  Southern Counties East League
  -  9  Spartan South Midlands League Premier Division
  -  9  United Counties League Premier Division
  -  9  Wessex League Premier Division
  -  9  Western League Premier Division

## A csapatok
A csapatok besorolása a 2015-16-os idény szerint értendő.

Tartalom: 
| Ábécé szerinti tartalomjegyzék                      |
| --------------------------------------------------- |
| A B C D E F G H I J K L M N O P Q R S T U V W X Y Z |

### A
| Klub                     | Bajnokság                                        | Szint | Becenév      |
| ------------------------ | ------------------------------------------------ | ----- | ------------ |
| AC London                | Kent Invicta League                              | 10    |              |
| AFC Blackpool            | North West Counties League Premier Division      | 9     | Mechanics    |
| AFC Bournemouth          | Premier League                                   | 1     | Cherries     |
| AFC Bridgnorth           | West Midlands (Regional) League Premier Division | 10    | Meadow Men   |
| AFC Croydon Athletic     | Southern Counties East League                    | 9     | Rams         |
| AFC Darwen               | North West Counties League Premier Division      | 9     | Salmoners    |
| AFC Dunstable            | Spartan South Midlands League Premier Division   | 9     | ODs          |
| AFC Emley                | Northern Counties East League Division One       | 10    | Pewits       |
| AFC Fylde                | National League North                            | 6     | Coasters     |
| AFC Hayes                | Combined Counties League Premier Division        | 9     | Brook        |
| AFC Hornchurch           | Isthmian League Division One North               | 8     | Urchins      |
| AFC Kempston Rovers      | United Counties League Premier Division          | 9     | Walnut Boys  |
| AFC Liverpool            | North West Counties League Premier Division      | 9     | Little Reds  |
| AFC Mansfield            | Northern Counties East League Division One       | 10    | Bulls        |
| AFC Portchester          | Wessex League Premier Division                   | 9     | Royals       |
| AFC Rushden & Diamonds   | Southern League Division One Central             | 8     | Diamonds     |
| AFC St Austell           | South West Peninsula League Premier Division     | 10    | Lillywhites  |
| AFC Stoneham             | Wessex League Division One                       | 10    |              |
| AFC Sudbury              | Isthmian League Division One North               | 8     | Yellows      |
| AFC Sudbury Reserves     | Eastern Counties League Division One             | 10    | Yellows      |
| AFC Telford United       | National League North                            | 6     | Bucks        |
| AFC Totton               | Southern League Division One South & West        | 8     | Stags        |
| AFC Uckfield Town        | Southern Combination League Premier Division     | 9     |              |
| AFC Wimbledon            | League Two                                       | 4     | Dons         |
| AFC Wulfrunians          | Midland League Premier Division                  | 9     | Wulfs        |
| Abbey Hey                | North West Counties League Premier Division      | 9     | Red Rebels   |
| Abbey Rangers            | Combined Counties League Division One            | 10    |              |
| Abingdon United          | Hellenic League Premier Division                 | 9     | U's          |
| Accrington Stanley       | League Two                                       | 4     | Stanley      |
| Albion Sports            | Northern Counties East League Premier Division   | 9     | Lions        |
| Aldershot Town           | National League                                  | 5     | Shots        |
| Alfreton Town            | National League North                            | 6     | Reds         |
| Almondsbury UWE          | Western League Division One                      | 10    | Almonds      |
| Alnwick Town             | Northern League Division Two                     | 10    |              |
| Alresford Town           | Wessex League Premier Division                   | 9     | Magpies      |
| Alsager Town             | North West Counties League Premier Division      | 9     | Bullets      |
| Alton Town               | Wessex League Division One                       | 10    | Brewers      |
| Altrincham               | National League                                  | 5     | Robins       |
| Alvechurch               | Midland League Premier Division                  | 9     | Church       |
| Amesbury Town            | Wessex League Division One                       | 10    | Blues        |
| Ampthill Town            | Spartan South Midlands League Division One       | 10    |              |
| Andover New Street       | Wessex League Division One                       | 10    | Street       |
| Andover Town             | Wessex League Division One                       | 9     |              |
| Anstey Nomads            | East Midlands Counties League                    | 10    | Nomads       |
| Ardley United            | Hellenic League Premier Division                 | 9     |              |
| Arlesey Town             | Southern League Division One Central             | 8     | Blues        |
| Arlesey Town Reserves    | Spartan South Midlands League Division One       | 10    | Blues        |
| Armthorpe Welfare        | Northern Counties East League Premier Division   | 9     | Wellie       |
| Arnold Town              | East Midlands Counties League                    | 10    | Eagles       |
| Arsenal                  | Premier League                                   | 1     | Gunners      |
| Arundel                  | Southern Combination League Premier Division     | 9     | Mullets      |
| Ascot United             | Hellenic League Premier Division                 | 9     | Yellamen     |
| Ash United               | Combined Counties League Division One            | 10    | Green Army   |
| Ashby Ivanhoe            | East Midlands Counties League                    | 10    | Knights      |
| Ashford Town             | Combined Counties League Premier Division        | 9     | Tangerines   |
| Ashford United           | Southern Counties East League                    | 9     | Nuts & Bolts |
| Ashington                | Northern League Division One                     | 9     | Colliers     |
| Ashton & Backwell United | Western League Division One                      | 10    | Stags        |
| Ashton Athletic          | North West Counties League Premier Division      | 9     | Ashes        |
| Ashton Town              | North West Counties League Division One          | 10    | Town         |
| Ashton United            | Northern Premier League Premier Division         | 7     | Robins       |
| Aston Villa              | Premier League                                   | 1     | Villa        |
| Athersley Recreation     | Northern Counties East League Premier Division   | 9     | Penguins     |
| Atherstone Town          | Midland League Division One                      | 10    | Adders       |
| Atherton Collieries      | North West Counties League Premier Division      | 9     | Colls        |
| Atherton Laburnum Rovers | North West Counties League Division One          | 10    | Laburnums    |
| Aveley                   | Isthmian League Division One North               | 8     | Millers      |
| Aylesbury                | Southern League Division One Central             | 8     | Moles        |
| Aylesbury United         | Southern League Division One Central             | 8     | Ducks        |
| Aylestone Park           | East Midlands Counties League                    | 10    | Park         |

### B
| Klub                       | Bajnokság                                        | Szint | Becenév         |
| -------------------------- | ------------------------------------------------ | ----- | --------------- |
| Bacup Borough              | North West Counties League Division One          | 10    | Borough         |
| Badshot Lea                | Combined Counties League Premier Division        | 9     | Baggies         |
| Baldock Town               | Spartan South Midlands League Division One       | 10    | Reds            |
| Bamber Bridge              | Northern Premier League Division One North       | 8     | Brig            |
| Banbury United             | Southern League Division One South & West        | 8     | Puritans        |
| Banstead Athletic          | Combined Counties League Division One            | 10    | A's             |
| Bardon Hill                | Midland League Premier Division                  | 9     |                 |
| Barking                    | Essex Senior League                              | 9     | Blues           |
| Barkingside                | Isthmian League Division One North               | 8     | Sky Blues       |
| Barnet                     | League Two                                       | 4     | Bees            |
| Barnoldswick Town          | North West Counties League Premier Division      | 9     | Barlick         |
| Barnsley                   | League One                                       | 3     | Tykes           |
| Barnstaple Town            | Western League Premier Division                  | 9     | Barum           |
| Barnton                    | North West Counties League Division One          | 10    |                 |
| Barrow                     | National League                                  | 5     | Bluebirds       |
| Barrow Town                | East Midlands Counties League                    | 10    | Riversiders     |
| Barton Rovers              | Southern League Division One Central             | 8     | Rovers          |
| Barton Town Old Boys       | Northern Counties East League Premier Division   | 9     | Swans           |
| Barwell                    | Northern Premier League Premier Division         | 7     | Kirkby Roaders  |
| Basford United             | Northern Premier League Division One South       | 8     |                 |
| Bashley                    | Southern League Division One South & West        | 8     | Bash            |
| Basildon United            | Essex Senior League                              | 9     | Bees            |
| Basingstoke Town           | National League South                            | 6     | Dragons         |
| Bath City                  | National League South                            | 6     | Romans          |
| Beaconsfield SYCOB         | Southern League Division One Central             | 8     | Rams            |
| Bearsted                   | Kent Invicta League                              | 10    | Bears           |
| Beckenham Town             | Southern Counties East League                    | 9     | Becks           |
| Bedfont & Feltham          | Combined Counties League Division One            | 10    | Yellows         |
| Bedfont Sports             | Combined Counties League Premier Division        | 9     | Eagles          |
| Bedford                    | Spartan South Midlands League Premier Division   | 9     |                 |
| Bedford Town               | Southern League Division One Central             | 8     | Eagles          |
| Bedlington Terriers        | Northern League Division One                     | 9     | Terriers        |
| Bedworth United            | Southern League Premier Division                 | 7     | Greenbacks      |
| Belper Town                | Northern Premier League Division One South       | 8     | Nailers         |
| Bemerton Heath Harlequins  | Wessex League Premier Division                   | 9     | Harlequins      |
| Berkhamsted                | Spartan South Midlands League Premier Division   | 9     | Comrades        |
| Bewdley Town               | West Midlands (Regional) League Premier Division | 10    |                 |
| Bexhill United             | Southern Combination League Division One         | 10    | Pirates         |
| Bicester Town              | Hellenic League Division One East                | 10    | Foxhunters      |
| Bideford                   | Southern League Premier Division                 | 7     | Robins          |
| Biggleswade Town           | Southern League Premier Division                 | 7     | Waders          |
| Biggleswade United         | Spartan South Midlands League Premier Division   | 9     | United          |
| Billericay Town            | Isthmian League Premier Division                 | 7     | Blues           |
| Billingham Synthonia       | Northern League Division Two                     | 10    | Synners         |
| Billingham Town            | Northern League Division Two                     | 10    | Billy Town      |
| Bilston Town               | West Midlands (Regional) League Premier Division | 10    | Steelmen        |
| Binfield                   | Hellenic League Premier Division                 | 9     | Moles           |
| Birmingham City            | Championship                                     | 2     | Blues           |
| Birtley Town               | Northern League Division Two                     | 10    | Hoops           |
| Bishop Auckland            | Northern League Division One                     | 9     | Bishops         |
| Bishop Sutton              | Western League Division One                      | 10    | Bishops         |
| Bishop's Cleeve            | Southern League Division One South & West        | 8     | Mitres          |
| Bishop's Stortford         | National League South                            | 6     | Bishops         |
| Bitton                     | Western League Premier Division                  | 9     | River Boys      |
| Blaby & Whetstone Athletic | East Midlands Counties League                    | 10    | Warwick Roaders |
| Black Country Rangers      | West Midlands (Regional) League Premier Division | 10    |                 |
| Blackburn Rovers           | Championship                                     | 2     | Rovers          |
| Blackfield & Langley       | Wessex League Premier Division                   | 9     | Watersiders     |
| Blackpool                  | League One                                       | 3     | Seasiders       |
| Blackstones                | United Counties League Division One              | 10    | Stones          |
| Blyth Spartans             | Northern Premier League Premier Division         | 7     | Spartans        |
| Bodmin Town                | South West Peninsula League Premier Division     | 10    | Black & Ambers  |
| Bognor Regis Town          | Isthmian League Premier Division                 | 7     | Rocks           |
| Boldmere St. Michaels      | Midland League Premier Division                  | 9     | Mikes           |
| Bolehall Swifts            | Midland League Division One                      | 10    | Swifts          |
| Bolton Wanderers           | Championship                                     | 2     | Trotters        |
| Bootle                     | North West Counties League Premier Division      | 9     | Bucks           |
| Boreham Wood               | National League                                  | 5     | Wood            |
| Borrowash Victoria         | East Midlands Counties League                    | 10    | Vics            |
| Boston Town                | United Counties League Premier Division          | 9     | Poachers        |
| Boston United              | National League North                            | 6     | Pilgrims        |
| Bottesford Town            | Northern Counties East League Division One       | 10    | Poachers        |
| Bourne Town                | United Counties League Division One              | 10    | Wakes           |
| Bournemouth                | Wessex League Premier Division                   | 9     | Poppies         |
| Bowers & Pitsea            | Essex Senior League                              | 9     |                 |
| Brackley Town              | National League North                            | 6     | Saints          |
| Brackley Town Saints       | Hellenic League Premier Division                 | 9     | Saints          |
| Bracknell Town             | Hellenic League Premier Division                 | 9     | Robins          |
| Bradford City              | League One                                       | 3     | Bantams         |
| Bradford Park Avenue       | National League North                            | 6     | Avenue          |
| Bradford Town              | Western League Premier Division                  | 9     | Brad            |
| Braintree Town             | National League                                  | 5     | Iron            |
| Braintree Town Reserves    | Eastern Counties League Division One             | 10    | Iron            |
| Brandon United             | Northern League Division Two                     | 10    | United          |
| Brantham Athletic          | Eastern Counties League Premier Division         | 9     | Blue Imps       |
| Brentford                  | Championship                                     | 2     | Bees            |
| Brentwood Town             | Isthmian League Premier Division                 | 7     | Blues           |
| Bridgwater Town            | Southern League Division One South & West        | 8     | Robins          |
| Bridlington Town           | Northern Counties East League Premier Division   | 9     | Seasiders       |
| Bearsted                   | Kent Invicta League                              | 10    | Ropes           |
| Bridport                   | Western League Premier Division                  | 9     | Bees            |
| Brigg Town                 | Northern Counties East League Premier Division   | 9     | Zebras          |
| Brighouse Town             | Northern Premier League Division One North       | 8     | Town            |
| Brightlingsea Regent       | Isthmian League Division One North               | 8     | R's             |
| Brighton & Hove Albion     | Championship                                     | 2     | Seagulls        |
| Brimscombe & Thrupp        | Hellenic League Premier Division                 | 9     | Lilywhites      |
| Brimsdown                  | Spartan South Midlands League Division One       | 10    | Limers          |
| Brislington                | Western League Premier Division                  | 9     | Foxes           |
| Bristol City               | Championship                                     | 2     | Robins          |
| Bristol Manor Farm         | Western League Premier Division                  | 9     | Farm            |
| Bristol Rovers             | League Two                                       | 4     | Pirates         |
| Broadbridge Heath          | Southern Combination League Premier Division     | 9     | Bears           |
| Broadfields United         | Spartan South Midlands League Division One       | 10    | Limers          |
| Brockenhurst               | Wessex League Premier Division                   | 9     | Badgers         |
| Brocton                    | Midland League Premier Division                  | 9     | Badgers         |
| Bromley                    | National League                                  | 5     | Ravens          |
| Bromsgrove Sporting        | Midland League Division One                      | 10    | Rouslers        |
| Bromyard Town              | West Midlands (Regional) League Premier Division | 10    |                 |
| Broxbourne Borough         | Spartan South Midlands League Premier Division   | 9     | Boro            |
| Buckingham Athletic        | Spartan South Midlands League Division One       | 10    | Ath             |
| Buckingham Town            | United Counties League Division One              | 10    | Robins          |
| Buckland Athletic          | Western League Premier Division                  | 9     | Bucks           |
| Bugbrooke St Michaels      | United Counties League Division One              | 10    | Badgers         |
| Burgess Hill Town          | Isthmian League Premier Division                 | 7     | Hillians        |
| Burnham                    | Southern League Division One South & West        | 8     | Blues           |
| Burnham Ramblers           | Essex Senior League                              | 9     | Ramblers        |
| Burnley                    | Championship                                     | 2     | Clarets         |
| Burscough                  | Northern Premier League Division One North       | 8     | Linnets         |
| Burton Albion              | League One                                       | 3     | Brewers         |
| Burton Park Wanderers      | United Counties League Division One              | 10    | Wanderers       |
| Bury                       | League One                                       | 3     | Shakers         |
| Bury Town                  | Isthmian League Division One North               | 8     | Blues           |
| Buxton                     | Northern Premier League Premier Division         | 7     | Bucks           |

### C
| Klub                         | Bajnokság                                        | Szint | Becenév        |
| ---------------------------- | ------------------------------------------------ | ----- | -------------- |
| Cadbury Athletic             | Midland League Division One                      | 10    | Chocolate Men  |
| Cadbury Heath                | Western League Premier Division                  | 9     | Heathens       |
| Callington Town              | South West Peninsula League Premier Division     | 10    | Cally          |
| Calne Town                   | Western League Division One                      | 10    | Lilywhites     |
| Camberley Town               | Combined Counties League Premier Division        | 9     | Krooners       |
| Cambridge City               | Southern League Premier Division                 | 7     | Lilywhites     |
| Cambridge United             | League Two                                       | 4     | U's            |
| Camelford                    | South West Peninsula League Premier Division     | 10    | Camels         |
| Cammell Laird 1907           | North West Counties League Premier Division      | 9     | Camels         |
| Canterbury City              | Southern Counties East League                    | 9     |                |
| Canvey Island                | Isthmian League Premier Division                 | 7     | Gulls          |
| Cardiff City (1)             | Championship                                     | 2     | Bluebirds      |
| Carlisle United              | League Two                                       | 4     | Cumbrians      |
| Carlton Town                 | Northern Premier League Division One South       | 8     | Millers        |
| Carshalton Athletic          | Isthmian League Division One South               | 8     | Robins         |
| Carterton                    | Hellenic League Division One West                | 10    |                |
| CB Hounslow United           | Combined Counties League Division One            | 10    |                |
| Chadderton                   | North West Counties League Division One          | 10    | Chaddy         |
| Chalfont St Peter            | Southern League Division One Central             | 8     | Saints         |
| Chalfont Wasps               | Hellenic League Division One East                | 10    | Stingers       |
| Chard Town                   | Western League Division One                      | 10    | Robins         |
| Charlton Athletic            | Championship                                     | 2     | Addicks        |
| Chasetown                    | Northern Premier League Division One South       | 8     | Scholars       |
| Chatham Town                 | Isthmian League Division One South               | 8     | Chats          |
| Cheadle Town                 | North West Counties League Division One          | 10    |                |
| Cheddar                      | Western League Division One                      | 10    | Cheesemen      |
| Chelmsford City              | National League South                            | 6     | Clarets        |
| Chelsea                      | Premier League                                   | 1     | Blues          |
| Cheltenham Saracens          | Hellenic League Division One West                | 10    | Saracens       |
| Cheltenham Town              | National League                                  | 5     | Robins         |
| Chertsey Town                | Combined Counties League Premier Division        | 9     | Curfews        |
| Chesham United               | Southern League Premier Division                 | 7     | Generals       |
| Chesham United Reserves      | Spartan South Midlands League Division One       | 10    | Generals       |
| Cheshunt                     | Isthmian League Division One North               | 8     | Ambers         |
| Chessington & Hook United    | Combined Counties League Premier Division        | 9     | Blues          |
| Chester                      | National League                                  | 5     | Blues          |
| Chesterfield                 | League One                                       | 3     | Spireites      |
| Chester-le-Street Town       | Northern League Division Two                     | 10    | Cestrians      |
| Chichester City              | Southern Combination League Premier Division     | 9     | Lillywhites    |
| Chinnor                      | Hellenic League Division One East                | 10    | Biz            |
| Chippenham Park              | Western League Division One                      | 10    | Park           |
| Chippenham Town              | Southern League Premier Division                 | 7     | Bluebirds      |
| Chipping Sodbury Town        | Western League Division One                      | 10    |                |
| Chipstead                    | Isthmian League Division One South               | 8     | Chips          |
| Chorley                      | National League North                            | 6     | Magpies        |
| Christchurch                 | Wessex League Division One                       | 10    | Priory         |
| Cinderford Town              | Southern League Division One South & West        | 8     | Foresters      |
| Cirencester Town             | Southern League Premier Division                 | 7     | Centurions     |
| Cirencester Town Development | Hellenic League Division One West                | 10    | Centurions     |
| Clanfield                    | Hellenic League Division One West                | 10    | Robins         |
| Clapton                      | Essex Senior League                              | 9     | Tons           |
| Cleethorpes Town             | Northern Counties East League Premier Division   | 9     | Owls           |
| Clevedon Town                | Western League Premier Division                  | 9     | Seasiders      |
| Clipstone                    | Northern Counties East League Premier Division   | 9     | Cobras         |
| Clitheroe                    | Northern Premier League Division One North       | 8     | Blues          |
| Coalville Town               | Northern Premier League Division One South       | 8     | Ravens         |
| Cobham                       | Combined Counties League Division One            | 10    | Hammers        |
| Cockfosters                  | Spartan South Midlands League Premier Division   | 9     | Fosters        |
| Codicote                     | Spartan South Midlands League Division One       | 10    |                |
| Cogenhoe United              | United Counties League Premier Division          | 9     | Cooks          |
| Colchester United            | League One                                       | 3     | U's            |
| Coleshill Town               | Midland League Premier Division                  | 9     | Colemen        |
| Colliers Wood United         | Combined Counties League Premier Division        | 9     | Wood           |
| Colne                        | North West Counties League Premier Division      | 9     | Reds           |
| Colney Heath                 | Spartan South Midlands League Premier Division   | 9     | Magpies        |
| Colwyn Bay (1)               | Northern Premier League Premier Division         | 7     | Seagulls       |
| Concord Rangers              | National League South                            | 6     | Beach Boys     |
| Congleton Town               | North West Counties League Premier Division      | 9     | Bears          |
| Consett                      | Northern League Division One                     | 9     | Steelmen       |
| Continental Star             | Midland League Premier Division                  | 9     | Stars          |
| Corby Town                   | National League North                            | 6     | Steelmen       |
| Corinthian                   | Southern Counties East League                    | 9     |                |
| Corinthian-Casuals           | Isthmian League Division One South               | 8     | Casuals        |
| Cornard United               | Eastern Counties League Division One             | 10    | Ards           |
| Corsham Town                 | Western League Division One                      | 10    | Peacocks       |
| Cove                         | Combined Counties League Premier Division        | 9     | Wasps          |
| Coventry City                | League One                                       | 3     | Sky Blues      |
| Coventry Copsewood           | Midland League Division One                      | 10    | G's            |
| Coventry Sphinx              | Midland League Premier Division                  | 9     | Sphinx         |
| Coventry United              | Midland League Division One                      | 10    | Cov United     |
| Cowes Sports                 | Wessex League Premier Division                   | 9     | Yachtsmen      |
| Cradley Town                 | West Midlands (Regional) League Premier Division | 10    | Hammers        |
| Crawley Down Gatwick         | Southern Combination League Division One         | 10    | Anvils         |
| Crawley Green                | Spartan South Midlands League Division One       | 10    |                |
| Crawley Town                 | League Two                                       | 4     | Reds           |
| Cray Valley Paper Mills      | Southern Counties East League                    | 9     | Millers        |
| Cray Wanderers               | Isthmian League Division One North               | 8     | Wands          |
| Crewe Alexandra              | League One                                       | 3     | Railwaymen     |
| Cribbs                       | Western League Premier Division                  | 9     | Cribbs         |
| Crockenhill                  | Kent Invicta League                              | 10    | Crocks         |
| Crook Town                   | Northern League Division Two                     | 10    | Black & Ambers |
| Crowborough Athletic         | Southern Counties East League                    | 9     | Crows          |
| Croydon                      | Southern Counties East League                    | 9     | Trams          |
| Crystal Palace               | Premier League                                   | 1     | Eagles         |
| Cullompton Rangers           | South West Peninsula League Premier Division     | 10    | Rangers        |
| Curzon Ashton                | National League North                            | 6     | Blues          |

### D
| Klub                        | Bajnokság                                        | Szint | Becenév    |
| --------------------------- | ------------------------------------------------ | ----- | ---------- |
| Dagenham & Redbridge        | League Two                                       | 4     | Daggers    |
| Daisy Hill                  | North West Counties League Division One          | 10    | Daisies    |
| Darlington 1883             | Northern Premier League Premier Division         | 7     | Quakers    |
| Darlington Railway Athletic | Northern League Division Two                     | 10    | Railwaymen |
| Dartford                    | National League South                            | 6     | Darts      |
| Daventry Town               | Northern Premier League Division One South       | 8     | Town       |
| Deal Town                   | Southern Counties East League                    | 9     | Fivers     |
| Debenham LC                 | Eastern Counties League Division One             | 10    | Hornets    |
| Deeping Rangers             | United Counties League Premier Division          | 9     | Rangers    |
| Derby County                | Championship                                     | 2     | Rams       |
| Dereham Town                | Isthmian League Division One North               | 8     | Magpies    |
| Dereham Town Reserves       | Eastern Counties League Division One             | 10    | Magpies    |
| Desborough Town             | United Counties League Premier Division          | 9     | Ar Tarn    |
| Devizes Town                | Western League Division One                      | 10    | Town       |
| Didcot Town                 | Southern League Division One South & West        | 8     | Gunners    |
| Didcot Town Reserves        | Hellenic League Division One East                | 10    | Gunners    |
| Diss Town                   | Eastern Counties League Division One             | 10    | Tangerines |
| Doncaster Rovers            | League One                                       | 3     | Vikings    |
| Dorchester Town             | Southern League Premier Division                 | 7     | Magpies    |
| Dorking                     | Combined Counties League Division One            | 10    | Chicks     |
| Dorking Wanderers           | Isthmian League Division One South               | 8     | Wanderers  |
| Dover Athletic              | National League                                  | 5     | Whites     |
| Downham Town                | Eastern Counties League Division One             | 10    | Town       |
| Downton                     | Wessex League Division One                       | 10    | Robins     |
| Dronfield Town              | Northern Counties East League Division One       | 10    |            |
| Droylsden                   | Northern Premier League Division One North       | 8     | Bloods     |
| Dudley Sports               | West Midlands (Regional) League Premier Division | 10    | Piemen     |
| Dudley Town                 | West Midlands (Regional) League Premier Division | 10    | Reds       |
| Dulwich Hamlet              | Isthmian League Premier Division                 | 7     | Hamlet     |
| Dunkirk                     | Midland League Premier Division                  | 9     | Boatmen    |
| Dunstable Town              | Southern League Premier Division                 | 7     | Blues      |
| Dunston UTS                 | Northern League Division One                     | 9     | Fed        |
| Durham City                 | Northern League Division One                     | 9     | Citizens   |

### E
| Klub                          | Bajnokság                                        | Szint | Becenév        |
| ----------------------------- | ------------------------------------------------ | ----- | -------------- |
| Easington Colliery            | Northern League Division Two                     | 10    | Colliery       |
| Easington Sports              | Hellenic League Division One West                | 10    | Clan           |
| East Cowes Victoria Athletic  | Wessex League Division One                       | 10    | Vics           |
| East Grinstead Town           | Isthmian League Division One South               | 8     | Wasps          |
| East Preston                  | Southern Combination League Premier Division     | 9     |                |
| East Thurrock United          | Isthmian League Premier Division                 | 7     | Rocks          |
| Eastbourne Borough            | National League South                            | 6     | Sports         |
| Eastbourne Town               | Southern Combination League Premier Division     | 9     | Town           |
| Eastbourne United Association | Southern Combination League Premier Division     | 9     | United         |
| Eastleigh                     | National League                                  | 5     | Spitfires      |
| Ebbsfleet United              | National League South                            | 6     | Fleet          |
| Eccleshall                    | North West Counties League Division One          | 10    | Eagles         |
| Eccleshill United             | Northern Counties East League Division One       | 10    | Eagles         |
| Edgware Town                  | Spartan South Midlands League Division One       | 10    | Wares          |
| Egham Town                    | Southern League Division One Central             | 8     | Sarnies        |
| Elburton Villa                | South West Peninsula League Premier Division     | 10    | Villa          |
| Ellesmere Rangers             | West Midlands (Regional) League Premier Division | 10    | Rangers        |
| Ellistown & Ibstock United    | East Midlands Counties League                    | 10    | Bull Terriers  |
| Eltham Palace                 | Kent Invicta League                              | 10    | Palace         |
| Ely City                      | Eastern Counties League Division One             | 10    | Robins         |
| Enfield 1893                  | Essex Senior League                              | 9     | E's            |
| Enfield Town                  | Isthmian League Premier Division                 | 7     | Towners        |
| Epsom & Ewell                 | Combined Counties League Premier Division        | 9     | Salts          |
| Epsom Athletic                | Combined Counties League Division One            | 10    | Blue Stallions |
| Erith & Belvedere             | Southern Counties East League                    | 9     | Deres          |
| Erith Town                    | Southern Counties East League                    | 9     | Dockers        |
| Esh Winning                   | Northern League Division Two                     | 10    | Stags          |
| Eton Manor                    | Essex Senior League                              | 9     | Braves         |
| Eversley & California         | Combined Counties League Division One            | 10    | Boars          |
| Everton                       | Premier League                                   | 1     | Toffees        |
| Evesham United                | Southern League Division One South & West        | 8     | Robins         |
| Exeter City                   | League Two                                       | 4     | Grecians       |
| Exmouth Town                  | South West Peninsula League Premier Division     | 10    | Town           |
| Eynesbury Rovers              | United Counties League Premier Division          | 9     | Rovers         |

### F
| Klub                       | Bajnokság                                    | Szint | Becenév     |
| -------------------------- | -------------------------------------------- | ----- | ----------- |
| FC Clacton                 | Eastern Counties League Premier Division     | 9     | Seasiders   |
| FC Elmstead                | Kent Invicta League                          | 10    |             |
| FC Halifax Town            | National League                              | 5     | Shaymen     |
| FC Romania                 | Essex Senior League                          | 9     | Wolves      |
| FC United of Manchester    | National League North                        | 6     | Red Rebels  |
| Fairford Town              | Hellenic League Division One West            | 10    | Town        |
| Fakenham Town              | Eastern Counties League Premier Division     | 9     | Ghosts      |
| Falmouth Town              | South West Peninsula League Premier Division | 10    | Ambers      |
| Fareham Town               | Wessex League Premier Division               | 9     | Creeksiders |
| Farleigh Rovers            | Combined Counties League Division One        | 10    | Foxes       |
| Farnborough                | Isthmian League Premier Division             | 7     | Yellows     |
| Farnham Town               | Combined Counties League Premier Division    | 9     | Town        |
| Farsley                    | Northern Premier League Division One North   | 8     | Villagers   |
| Faversham Town             | Isthmian League Division One South           | 8     | Lilywhites  |
| Fawley                     | Wessex League Premier Division               | 9     | Oilers      |
| Felixstowe & Walton United | Eastern Counties League Premier Division     | 9     | Seasiders   |
| Finchampstead              | Hellenic League Division One East            | 10    | Finch       |
| Fisher                     | Southern Counties East League                | 9     | Fish        |
| Flackwell Heath            | Hellenic League Premier Division             | 9     | Heathens    |
| Fleet Spurs                | Wessex League Division One                   | 10    | Spurs       |
| Fleet Town                 | Southern League Division One Central         | 8     | Blues       |
| Fleetwood Town             | League One                                   | 3     | Fishermen   |
| Folkestone Invicta         | Isthmian League Division One South           | 8     | Seasiders   |
| Folland Sports             | Wessex League Premier Division               | 9     | Planemakers |
| Forest Green Rovers        | National League                              | 5     | Rovers      |
| Forest Hill Park           | Kent Invicta League                          | 10    |             |
| Frickley Athletic          | Northern Premier League Premier Division     | 7     | Blues       |
| Frimley Green              | Combined Counties League Division One        | 10    | Green       |
| Frome Town                 | Southern League Premier Division             | 7     | Robins      |
| Fulham                     | Championship                                 | 2     | Cottagers   |

### G
| Klub                   | Bajnokság                                        | Szint | Becenév         |
| ---------------------- | ------------------------------------------------ | ----- | --------------- |
| Gainsborough Trinity   | National League North                            | 6     | Holy Blues      |
| Garforth Town          | Northern Counties East League Premier Division   | 9     | Miners          |
| Gateshead              | National League                                  | 5     | Heed            |
| Gedling Miners Welfare | East Midlands Counties League                    | 10    |                 |
| Gillingham             | League One                                       | 3     | Gills           |
| Gillingham Town        | Western League Premier Division                  | 9     | Gills           |
| Glasshoughton Welfare  | Northern Counties East League Division One       | 10    | Welfare         |
| Glebe                  | Kent Invicta League                              | 10    |                 |
| Glossop North End      | Northern Premier League Division One North       | 8     | Hillmen         |
| Gloucester City        | National League North                            | 6     | Tigers          |
| Godalming Town         | Southern League Division One Central             | 8     | G's             |
| Godmanchester Rovers   | Eastern Counties League Premier Division         | 9     | Goddy           |
| Godolphin Atlantic     | South West Peninsula League Premier Division     | 10    | G's             |
| Goole                  | Northern Premier League Division One South       | 8     | Vikings         |
| Gorleston              | Eastern Counties League Premier Division         | 9     | Greens          |
| Gornal Athletic        | West Midlands (Regional) League Premier Division | 10    | Peacocks        |
| Gosport Borough        | National League South                            | 6     | Boro'           |
| Graham Street Prims    | East Midlands Counties League                    | 10    | Prims           |
| Grantham Town          | Northern Premier League Premier Division         | 7     | Gingerbreads    |
| Gravesham Borough      | Kent Invicta League                              | 10    |                 |
| Grays Athletic         | Isthmian League Premier Division                 | 7     | Gravelmen       |
| Great Wakering Rovers  | Isthmian League Division One North               | 8     | Rovers          |
| Great Yarmouth Town    | Eastern Counties League Division One             | 10    | Bloaters        |
| Greenhouse Sports      | Essex Senior League                              | 9     | GLFC            |
| Greenwich Borough      | Southern Counties East League                    | 9     | Boro            |
| Greenwood Meadows      | East Midlands Counties League                    | 10    |                 |
| Gresley                | Northern Premier League Division One South       | 8     | Moatmen         |
| Grimsby Borough        | Northern Counties East League Division One       | 10    | Wilderness Boys |
| Grimsby Town           | National League                                  | 5     | Mariners        |
| Guernsey               | Isthmian League Division One South               | 8     | Green Lions     |
| Guildford City         | Combined Counties League Premier Division        | 9     | Sweeney         |
| Guisborough Town       | Northern League Division One                     | 9     | Priorymen       |
| Guiseley               | National League                                  | 5     | Lions           |

### H
| Klub                       | Bajnokság                                        | Szint | Becenév      |
| -------------------------- | ------------------------------------------------ | ----- | ------------ |
| Hadleigh United            | Eastern Counties League Premier Division         | 9     | Brettsiders  |
| Hadley                     | Spartan South Midlands League Premier Division   | 9     |              |
| Hailsham Town              | Southern Combination League Premier Division     | 9     | Stringers    |
| Halesowen Town             | Northern Premier League Premier Division         | 7     | Yeltz        |
| Hall Road Rangers          | Northern Counties East League Division One       | 10    | Rangers      |
| Hallam                     | Northern Counties East League Division One       | 10    | Countrymen   |
| Hallen                     | Western League Premier Division                  | 9     | Armadillos   |
| Halstead Town              | Eastern Counties League Division One             | 10    | Humbugs      |
| Hampton & Richmond Borough | Isthmian League Premier Division                 | 7     | Beavers      |
| Hamworthy United           | Wessex League Premier Division                   | 9     | Hammers      |
| Hamdsworth Parramore       | Northern Counties East League Premier Division   | 9     | Amber Parras |
| Hanley Town                | North West Counties League Division One          | 10    |              |
| Hanwell Town               | Southern League Division One Central             | 8     | Geordies     |
| Hanworth Villa             | Combined Counties League Premier Division        | 9     | Villains     |
| Harborough Town            | United Counties League Premier Division          | 9     |              |
| Harefield United           | Spartan South Midlands League Premier Division   | 9     | Hares        |
| Haringey Borough           | Isthmian League Division One North               | 8     | Borough      |
| Harlow Town                | Isthmian League Division One North               | 8     | Hawks        |
| Harpenden Town             | Spartan South Midlands League Division One       | 10    | Harps        |
| Harrogate Railway Athletic | Northern Premier League Division One North       | 8     | Locomotives  |
| Harrogate Town             | National League North                            | 6     | Town         |
| Harrow Borough             | Isthmian League Premier Division                 | 7     | Boro         |
| Harrowby United            | United Counties League Premier Division          | 9     | Arrows       |
| Hartlepool United          | League Two                                       | 4     | Pools        |
| Hartley Wintney            | Combined Counties League Premier Division        | 9     | Row          |
| Hassocks                   | Southern Combination League Premier Division     | 9     | Robins       |
| Hastings United            | Isthmian League Division One South               | 8     | Arrows       |
| Hatfield Town              | Spartan South Midlands League Division One       | 10    | Blueboys     |
| Haughmond                  | West Midlands (Regional) League Premier Division | 10    | Academicals  |
| Havant & Waterlooville     | National League South                            | 6     | Hawks        |
| Haverhill Borough          | Eastern Counties League Division One             | 10    |              |
| Haverhill Rovers           | Eastern Counties League Premier Division         | 9     | Reds         |
| Hayes & Yeading United     | National League South                            | 6     | United       |
| Haywards Heath Town        | Southern Combination League Division One         | 10    |              |
| Headington Amateurs        | Hellenic League Division One East                | 10    | A's          |
| Heanor Town                | Midland League Premier Division                  | 9     | Lions        |
| Heath Hayes                | Midland League Division One                      | 10    | Hayes        |
| Heather St John's          | Midland League Division One                      | 10    | Saints       |
| Heaton Stannington         | Northern League Division Two                     | 10    | Stan         |
| Hebburn Town               | Northern League Division Two                     | 10    | Hornets      |
| Hednesford Town            | National League North                            | 6     | Pitmen       |
| Helston Athletic           | South West Peninsula League Premier Division     | 10    | Blues        |
| Hemel Hempstead Town       | National League South                            | 6     | Tudors       |
| Hemsworth Miners Welfare   | Northern Counties East League Division One       | 10    | Wells        |
| Hendon                     | Isthmian League Premier Division                 | 7     | Greens       |
| Hengrove Athletic          | Western League Division One                      | 10    | Grove        |
| Henley Town                | Hellenic League Division One East                | 10    | Lilywhites   |
| Hereford                   | Midland League Premier Division                  | 9     | Bulls        |
| Herne Bay                  | Isthmian League Division One South               | 8     | Bay          |
| Hertford Town              | Spartan South Midlands League Premier Division   | 9     | Blues        |
| Heybridge Swifts           | Isthmian League Division One North               | 8     | Swifts       |
| Highgate United            | Midland League Premier Division                  | 9     | Gate         |
| Highmoor Ibis              | Hellenic League Premier Division                 | 9     | Moor         |
| Highworth Town             | Hellenic League Premier Division                 | 9     | Worthians    |
| Hillingdon Borough         | Spartan South Midlands League Division One       | 10    | Hillmen      |
| Hinckley AFC               | Midland League Division One                      | 10    |              |
| Histon                     | Southern League Premier Division                 | 7     | Stutes       |
| Hitchin Town               | Southern League Premier Division                 | 7     | Canaries     |
| Hoddesdon Town             | Spartan South Midlands League Premier Division   | 9     | Lillywhites  |
| Holbeach United            | United Counties League Premier Division          | 9     | Tigers       |
| Holbrook Sports            | East Midlands Counties League                    | 10    | Brookies     |
| Holker Old Boys            | North West Counties League Division One          | 10    | Stags        |
| Hollands & Blair           | Southern Counties East League                    | 9     | Blair        |
| Holmer Green               | Spartan South Midlands League Premier Division   | 9     | Greens       |
| Holmesdale                 | Southern Counties East League                    | 9     | Dalers       |
| Holwell Sports             | East Midlands Counties League                    | 10    |              |
| Holyport                   | Hellenic League Division One East                | 10    | Villagers    |
| Hook Norton                | Hellenic League Division One West                | 10    | Hooky        |
| Horley Town                | Combined Counties League Premier Division        | 9     | Clarets      |
| Horndean                   | Wessex League Premier Division                   | 9     | Deans        |
| Horsham                    | Southern Combination League Premier Division     | 9     | Hornets      |
| Horsham YMCA               | Southern Combination League Premier Division     | 9     | YM           |
| Huddersfield Town          | Championship                                     | 2     | Terriers     |
| Hull City                  | Championship                                     | 2     | Tigers       |
| Hull United                | Northern Counties East League Division One       | 10    | Citizens     |
| Hullbridge Sports          | Essex Senior League                              | 9     | Sports       |
| Hungerford Town            | Southern League Premier Division                 | 7     | Crusaders    |
| Huntingdon Town            | United Counties League Premier Division          | 9     | Croms        |
| Hyde United                | Northern Premier League Premier Division         | 7     | Tigers       |
| Hythe & Dibden             | Wessex League Division One                       | 10    | Boatmen      |
| Hythe Town                 | Isthmian League Division One South               | 8     | Cannons      |

### I
| Klub              | Bajnokság                                    | Szint | Becenév      |
| ----------------- | -------------------------------------------- | ----- | ------------ |
| Ilford            | Essex Senior League                          | 9     | Foxes        |
| Ilkeston          | Northern Premier League Premier Division     | 7     | Robins       |
| Ipswich Town      | Championship                                 | 2     | Tractor Boys |
| Ipswich Wanderers | Eastern Counties League Premier Division     | 9     | Wanderers    |
| Irchester United  | United Counties League Division One          | 10    | Romans       |
| Irlam             | North West Counties League Division One      | 10    | Mitchells    |
| Ivybridge Town    | South West Peninsula League Premier Division | 10    | Bridgers     |

### J
| Klub                     | Bajnokság                    | Szint | Becenév |
| ------------------------ | ---------------------------- | ----- | ------- |
| Jarrow Roofing Boldon CA | Northern League Division One | 9     | Roofers |

### K
| Klub                      | Bajnokság                                  | Szint | Becenév   |
| ------------------------- | ------------------------------------------ | ----- | --------- |
| K Sports                  | Kent Invicta League                        | 10    | Paperboys |
| Kendal Town               | Northern Premier League Division One North | 8     | Mintcakes |
| Kent Football United      | Kent Invicta League                        | 10    | tb        |
| Kettering Town            | Southern League Premier Division           | 7     | Poppies   |
| Keynsham Town             | Western League Division One                | 10    | K's       |
| Kidderminster Harriers    | National League                            | 5     | Kiddy     |
| Kidlington                | Hellenic League Premier Division           | 9     | Greens    |
| Kidsgrove Athletic        | Northern Premier League Division One South | 8     | Grove     |
| Kimberley Miners Welfare  | East Midlands Counties League              | 10    | Welfare   |
| Kings Langley             | Southern League Division One Central       | 8     | Kings     |
| King's Lynn Town          | Southern League Premier Division           | 7     | Linnets   |
| King's Lynn Town Reserves | Eastern Counties League Division One       | 10    | Linnets   |
| Kingstonian               | Isthmian League Premier Division           | 7     | K's       |
| Kirby Muxloe              | United Counties League Premier Division    | 9     |           |
| Kirkley & Pakefield       | Eastern Counties League Premier Division   | 9     | Royals    |
| Knaphill                  | Combined Counties League Premier Division  | 9     | Knappers  |
| Knaresborough Town        | Northern Counties East League Division One | 10    | Boro      |

### L
| Klub                      | Bajnokság                                      | Szint | Becenév      |
| ------------------------- | ---------------------------------------------- | ----- | ------------ |
| Lancaster City            | Northern Premier League Division One North     | 8     | Dolly Blues  |
| Lancing                   | Southern Combination League Premier Division   | 9     | Lancers      |
| Langford                  | Spartan South Midlands League Division One     | 10    | Reds         |
| Langney Wanderers         | Southern Combination League Division One       | 10    |              |
| Larkhall Athletic         | Southern League Division One South & West      | 8     | Larks        |
| Launceston                | South West Peninsula League Premier Division   | 10    | Clarets      |
| Laverstock & Ford         | Wessex League Division One                     | 10    | Lavvy        |
| Leamington                | Southern League Premier Division               | 7     | Brakes       |
| Leatherhead               | Isthmian League Premier Division               | 7     | Tanners      |
| Leeds United              | Championship                                   | 2     | Whites       |
| Leek Town                 | Northern Premier League Division One South     | 8     | Blues        |
| Leicester City            | Premier League                                 | 1     | Foxes        |
| Leicester Nirvana         | United Counties League Premier Division        | 9     |              |
| Leicester Road            | Midland League Division One                    | 10    |              |
| Leighton Town             | Southern League Division One Central           | 8     | Reds         |
| Leiston                   | Isthmian League Premier Division               | 7     | Blues        |
| Leiston Reserves          | Eastern Counties League Division One           | 10    | Blues        |
| Letcombe                  | Hellenic League Division One West              | 10    | Brooksiders  |
| Leverstock Green          | Spartan South Midlands League Premier Division | 9     | Green        |
| Lewes                     | Isthmian League Premier Division               | 7     | Rooks        |
| Lewisham Borough          | Kent Invicta League                            | 10    | Boro         |
| Leyton Orient             | League Two                                     | 4     | O's          |
| Lichfield City            | Midland League Division One                    | 10    |              |
| Lincoln City              | National League                                | 5     | Imps         |
| Lincoln Moorlands Railway | Northern Counties East League Division One     | 10    | Moors        |
| Lincoln United            | Northern Premier League Division One South     | 8     | Amateurs     |
| Lingfield                 | Southern Combination League Division One       | 10    |              |
| Litherland REMYCA         | North West Counties League Division One        | 10    | REMY         |
| Little Common             | Southern Combination League Division One       | 10    |              |
| Littlehampton Town        | Southern Combination League Premier Division   | 9     | Marigolds    |
| Littleton                 | Midland League Division One                    | 10    | Ton          |
| Liverpool                 | Premier League                                 | 1     | Reds         |
| Liversedge                | Northern Counties East League Premier Division | 9     | Sedge        |
| London Bari               | Essex Senior League                            | 9     |              |
| London Colney             | Spartan South Midlands League Premier Division | 9     | Blueboys     |
| London Tigers             | Spartan South Midlands League Premier Division | 9     | Tigers       |
| Long Buckby               | United Counties League Division One            | 10    | Bucks        |
| Long Eaton United         | Midland League Premier Division                | 9     | Blues        |
| Long Melford              | Eastern Counties League Premier Division       | 9     | Villagers    |
| Longlevens                | Hellenic League Premier Division               | 9     | Levens       |
| Longwell Green Sports     | Western League Premier Division                | 9     | Green        |
| Lordswood                 | Southern Counties East League                  | 9     | Lords        |
| Loughborough Dynamo       | Northern Premier League Division One South     | 8     | Moes         |
| Loughborough University   | Midland League Premier Division                | 9     | Scholars     |
| Lowestoft Town            | National League North                          | 6     | Trawler Boys |
| Loxwood                   | Southern Combination League Premier Division   | 9     | Magpies      |
| Luton Town                | League Two                                     | 4     | Hatters      |
| Lutterworth Athletic      | United Counties League Division One            | 10    | Athletic     |
| Lydd Town                 | Kent Invicta League                            | 10    | Lydders      |
| Lydney Town               | Hellenic League Premier Division               | 9     | Town         |
| Lye Town                  | Midland League Premier Division                | 9     | Flyers       |
| Lymington Town            | Wessex League Premier Division                 | 9     | Lynnets      |

### M
| Klub                  | Bajnokság                                        | Szint | Becenév         |
| --------------------- | ------------------------------------------------ | ----- | --------------- |
| Macclesfield Town     | National League                                  | 5     | Silkmen         |
| Maidenhead United     | National League South                            | 6     | Magpies         |
| Maidstone United      | National League South                            | 6     | Stones          |
| Maine Road            | North West Counties League Premier Division      | 9     | Sky Blues       |
| Maldon & Tiptree      | Isthmian League Division One North               | 8     | Jammers         |
| Maltby Main           | Northern Counties East League Premier Division   | 9     | Miners          |
| Malvern Town          | West Midlands (Regional) League Premier Division | 10    |                 |
| Manchester City       | Premier League                                   | 1     | Citizens        |
| Manchester United     | Premier League                                   | 1     | Red Devils      |
| Mangotsfield United   | Southern League Division One South & West        | 8     | Field           |
| Mansfield Town        | League Two                                       | 4     | Stags           |
| March Town United     | Eastern Counties League Division One             | 10    | Hares           |
| Margate               | National League South                            | 6     | Gate            |
| Marine                | Northern Premier League Premier Division         | 7     | Mariners        |
| Market Drayton Town   | Northern Premier League Division One South       | 8     | Gingerbread Men |
| Marlow                | Southern League Division One South & West        | 8     | Blues           |
| Marske United         | Northern League Division One                     | 9     | Seasiders       |
| Matlock Town          | Northern Premier League Premier Division         | 7     | Gladiators      |
| Melksham Town         | Western League Premier Division                  | 9     | Town            |
| Meridian VP           | Kent Invicta League                              | 10    |                 |
| Merstham              | Isthmian League Premier Division                 | 7     | Moatsiders      |
| Merthyr Town (1)      | Southern League Premier Division                 | 7     | Martyrs         |
| Metropolitan Police   | Isthmian League Premier Division                 | 7     | Met             |
| Mickleover Royals     | East Midlands Counties League                    | 10    |                 |
| Mickleover Sports     | Northern Premier League Premier Division         | 7     | Sports          |
| Middlesbrough         | Championship                                     | 2     | Boro            |
| Midhurst & Easebourne | Southern Combination League Division One         | 10    | Stags           |
| Mildenhall Town       | Eastern Counties League Premier Division         | 9     | Hall            |
| Mile Oak              | Southern Combination League Division One         | 10    | Oak             |
| Millwall              | League One                                       | 3     | Lions           |
| Milton Keynes         | Championship                                     | 2     | Dons            |
| Milton United         | Hellenic League Premier Division                 | 9     | Miltonians      |
| Molesey               | Isthmian League Division One South               | 8     | Moles           |
| Moneyfields           | Wessex League Premier Division                   | 9     | Moneys          |
| Morecambe             | League Two                                       | 4     | Shrimps         |
| Morpeth Town          | Northern League Division One                     | 9     | Highwaymen      |
| Mossley               | Northern Premier League Division One North       | 8     | Lilywhites      |

### N
| Klub                       | Bajnokság                                      | Szint | Becenév      |
| -------------------------- | ---------------------------------------------- | ----- | ------------ |
| Nantwich Town              | Northern Premier League Premier Division       | 7     | Dabbers      |
| Needham Market             | Isthmian League Premier Division               | 7     | Marketmen    |
| Needham Market Reserves    | Eastern Counties League Division One           | 10    | Marketmen    |
| Nelson                     | North West Counties League Premier Division    | 9     | Admirals     |
| New Bradwell St Peter      | Spartan South Midlands League Division One     | 10    | Jimmies      |
| New College Swindon        | Hellenic League Division One West              | 10    | College      |
| New Mills                  | Northern Premier League Division One North     | 8     | Millers      |
| New Milton Town            | Wessex League Division One                     | 10    | Linnets      |
| Newcastle Benfield         | Northern League Division One                   | 9     | Lions        |
| Newcastle Town             | Northern Premier League Division One South     | 8     | Castle       |
| Newcastle United           | Premier League                                 | 1     | Magpies      |
| Newham                     | Essex Senior League                            | 9     |              |
| Newhaven                   | Southern Combination League Premier Division   | 9     | Dockers      |
| Newmarket Town             | Eastern Counties League Premier Division       | 9     | Jockeys      |
| Newport (IOW)              | Wessex League Premier Division                 | 9     | Ports        |
| Newport County (1)         | League Two                                     | 4     | Exiles       |
| Newport Pagnell Town       | United Counties League Premier Division        | 9     | Swans        |
| Newton Aycliffe            | Northern League Division One                   | 9     | Newts        |
| Newquay                    | South West Peninsula League Premier Division   | 10    | Peppermints  |
| North Ferriby United       | National League North                          | 6     | Villagers    |
| North Greenford United     | Southern League Division One Central           | 8     | Blues        |
| North Leigh                | Southern League Division One South & West      | 8     | Yellows      |
| North Leigh                | Hellenic League Division One West              | 10    |              |
| North Shields              | Northern League Division One                   | 9     | Robins       |
| Northallerton Town         | Northern League Division Two                   | 10    | Town         |
| Northampton ON Chenecks    | United Counties League Division One            | 10    | Chenecks     |
| Northampton Sileby Rangers | United Counties League Premier Division        | 9     | Rangers      |
| Northampton Spencer        | United Counties League Premier Division        | 9     | Millers      |
| Northampton Town           | League Two                                     | 4     | Cobblers     |
| Northwich Manchester Villa | North West Counties League Division One        | 10    |              |
| Northwich Victoria         | Northern Premier League Division One North     | 8     | Vics         |
| Northwood                  | Southern League Division One Central           | 8     | Woods        |
| Norton & Stockton Ancients | Northern League Division One                   | 9     | Ancients     |
| Norwich City               | Premier League                                 | 1     | Canaries     |
| Norwich United             | Eastern Counties League Premier Division       | 9     | Planters     |
| Nostell Miners Welfare     | Northern Counties East League Premier Division | 9     | Welfare      |
| Nottingham Forest          | Championship                                   | 2     | Forest       |
| Notts County               | League Two                                     | 4     | Magpies      |
| Nuneaton Griff             | Midland League Division One                    | 10    | Heartlanders |
| Nuneaton Town              | National League North                          | 6     | Boro         |

### O
| Klub                | Bajnokság                                      | Szint | Becenév      |
| ------------------- | ---------------------------------------------- | ----- | ------------ |
| Oadby Town          | United Counties League Premier Division        | 9     | Poachers     |
| Oakham United       | United Counties League Division One            | 10    | Tractor Boys |
| Oakwood             | Southern Combination League Division One       | 10    | Oaks         |
| Odd Down            | Western League Premier Division                | 9     | Down         |
| Old Woodstock Town  | Hellenic League Division One East              | 10    |              |
| Oldham Athletic     | League One                                     | 3     | Latics       |
| Oldland Abbotonians | Western League Division One                    | 10    | O's          |
| Olney Town          | United Counties League Division One            | 10    | Nurseymen    |
| Orpington           | Kent Invicta League                            | 10    | O's          |
| Ossett Albion       | Northern Premier League Division One North     | 8     | Unicorns     |
| Ossett Town         | Northern Premier League Division One North     | 8     | Reds         |
| Oxford City         | National League South                          | 6     | City         |
| Oxford City Nomads  | Hellenic League Premier Division               | 9     | Nomads       |
| Oxford United       | League Two                                     | 4     | U's          |
| Oxhey Jets          | Spartan South Midlands League Premier Division | 9     | Jets         |

### P
| Klub                       | Bajnokság                                        | Szint | Becenév    |
| -------------------------- | ------------------------------------------------ | ----- | ---------- |
| Padiham                    | North West Counties League Premier Division      | 9     | Storks     |
| Pagham                     | Southern Combination League Premier Division     | 9     | Lions      |
| Parkgate                   | Northern Counties East League Premier Division   | 9     | Steelmen   |
| Paulton Rovers             | Southern League Premier Division                 | 7     | Rovers     |
| Peacehaven & Telscombe     | Isthmian League Division One South               | 8     | Magpies    |
| Pegasus Juniors            | West Midlands (Regional) League Premier Division | 10    | Redmen     |
| Pelsall Villa              | Midland League Division One                      | 10    | Villains   |
| Penistone Church           | Northern Counties East League Division One       | 10    |            |
| Penn & Tylers Green        | Hellenic League Division One East                | 10    | Penn       |
| Penrith                    | Northern League Division One                     | 9     | Blues      |
| Pershore Town              | Midland League Division One                      | 10    | Town       |
| Peterborough Northern Star | United Counties League Premier Division          | 9     | Eyes       |
| Peterborough Sports        | United Counties League Division One              | 10    | Sports     |
| Peterborough United        | League One                                       | 3     | Posh       |
| Petersfield Town           | Southern League Division One Central             | 8     |            |
| Pewsey Vale                | Wessex League Division One                       | 10    | Vale       |
| Phoenix Sports             | Isthmian League Division One North               | 8     |            |
| Phoenix Sports Reserves    | Kent Invicta League                              | 10    |            |
| Pickering Town             | Northern Counties East League Premier Division   | 9     | Pikes      |
| Pilkington XXX             | Midland League Division One                      | 10    | Pilks      |
| Plymouth Argyle            | League Two                                       | 4     | Pilgrims   |
| Plymouth Parkway           | South West Peninsula League Premier Division     | 10    | Parkway    |
| Pontefract Collieries      | Northern Counties East League Premier Division   | 9     | Colls      |
| Poole Town                 | Southern League Premier Division                 | 7     | Dolphins   |
| Port Vale                  | League One                                       | 3     | Valiants   |
| Portishead Town            | Western League Division One                      | 10    | Posset     |
| Portland United            | Wessex League Division One                       | 10    | Blues      |
| Portsmouth                 | League Two                                       | 4     | Pompey     |
| Potters Bar Town           | Southern League Division One Central             | 8     | Scholars   |
| Potton United              | United Counties League Division One              | 10    | Royals     |
| Prescot Cables             | Northern Premier League Division One North       | 8     | Tigers     |
| Preston North End          | Championship                                     | 2     | Lilywhites |
| Purton                     | Hellenic League Division One West                | 10    | Reds       |

### Q
| Klub                | Bajnokság                       | Szint | Becenév |
| ------------------- | ------------------------------- | ----- | ------- |
| Queens Park Rangers | Championship                    | 2     | Hoops   |
| Quorn               | Midland League Premier Division | 9     |         |

### R
| Klub                       | Bajnokság                                      | Szint | Becenév          |
| -------------------------- | ---------------------------------------------- | ----- | ---------------- |
| Racing Club Warwick        | Midland League Division One                    | 10    | Racers           |
| Radcliffe Borough          | Northern Premier League Division One North     | 8     | Boro             |
| Radcliffe Olympic          | East Midlands Counties League                  | 10    |                  |
| Radford                    | East Midlands Counties League                  | 10    | Pheasants        |
| Radstock Town              | Western League Division One                    | 10    | Miners           |
| Rainworth Miners Welfare   | Northern Counties East League Premier Division | 9     | Wrens            |
| Ramsbottom United          | Northern Premier League Premier Division       | 7     | Rams             |
| Ramsgate                   | Isthmian League Division One South             | 8     | Rams             |
| Raunds Town                | United Counties League Division One            | 10    | Shopmates        |
| Rayners Lane               | Hellenic League Division One East              | 10    | Lane             |
| Raynes Park Vale           | Combined Counties League Premier Division      | 9     | Vale             |
| Reading                    | Championship                                   | 2     | Royals           |
| Reading Town               | Hellenic League Division One East              | 10    | Town             |
| Redbridge                  | Isthmian League Division One North             | 8     | Motormen         |
| Redditch United            | Southern League Premier Division               | 7     | Reds             |
| Redhill                    | Combined Counties League Premier Division      | 9     | Lobsters         |
| Retford United             | Northern Counties East League Premier Division | 9     | Badgers          |
| Ringmer                    | Southern Combination League Division One       | 10    | Blues            |
| Ringwood Town              | Wessex League Division One                     | 10    | Worms            |
| Risborough Rangers         | Spartan South Midlands League Division One     | 10    | Rangers          |
| Rocester                   | Midland League Premier Division                | 9     | Romans           |
| Rochdale                   | League One                                     | 3     | Dale             |
| Rochdale Town              | North West Counties League Division One        | 10    | Angels           |
| Rochester United           | Southern Counties East League                  | 9     |                  |
| Roman Glass St George      | Western League Division One                    | 10    |                  |
| Romford                    | Isthmian League Division One North             | 8     | Boro'            |
| Romsey Town                | Wessex League Division One                     | 10    | Town             |
| Romulus                    | Northern Premier League Division One South     | 8     | Roms             |
| Rossington Main            | Northern Counties East League Division One     | 10    | Main             |
| Rotherham United           | Championship                                   | 2     | Millers          |
| Rothwell Corinthians       | United Counties League Premier Division        | 9     | Corinthians      |
| Royal Wootton Bassett Town | Hellenic League Premier Division               | 9     | Bassett          |
| Royston Town               | Southern League Division One Central           | 8     | Crows            |
| Rugby Town                 | Northern Premier League Division One South     | 8     | Valley           |
| Runcorn Linnets            | North West Counties League Premier Division    | 9     | Linnets          |
| Runcorn Town               | North West Counties League Premier Division    | 9     | Town             |
| Rushall Olympic            | Northern Premier League Premier Division       | 7     | Pics             |
| Rushden & Higham United    | United Counties League Division One            | 10    | Lankies          |
| Rusthall                   | Kent Invicta League                            | 10    | Rustics          |
| Ryhope Colliery Welfare    | Northern League Division Two                   | 10    | Colliery Welfare |
| Ryton & Crawcrook Albion   | Northern League Division Two                   | 10    | Albion           |

### S
| Klub                      | Bajnokság                                        | Szint | Becenév           |
| ------------------------- | ------------------------------------------------ | ----- | ----------------- |
| Saffron Walden Town       | Eastern Counties League Premier Division         | 9     | Bloods            |
| Salford City              | Northern Premier League Premier Division         | 7     | Ammies            |
| Salisbury                 | Wessex League Premier Division                   | 9     | Whites            |
| Saltash United            | South West Peninsula League Premier Division     | 10    | Ashes             |
| Saltdean United           | Southern Combination League Division One         | 10    | Tigers            |
| Sandhurst Town            | Combined Counties League Division One            | 10    | Fizzers           |
| Sawbridgeworth Town       | Essex Senior League                              | 9     | Robins            |
| Scarborough Athletic      | Northern Premier League Division One North       | 8     | Seadogs           |
| Scunthorpe United         | League One                                       | 3     | Iron              |
| Seaford Town              | Southern Combination League Division One         | 10    | Badgers           |
| Seaham Red Star           | Northern League Division One                     | 9     | Star              |
| Selby Town                | Northern Counties East League Division One       | 10    | Robins            |
| Selsey                    | Southern Combination League Division One         | 10    | Blues             |
| Seven Acre & Sidcup       | Kent Invicta League                              | 10    | Acres             |
| Sevenoaks Town            | Southern Counties East League                    | 9     | Oaks              |
| Shaw Lane Aquaforce       | Northern Premier League Division One South       | 8     | Ducks             |
| Shawbury United           | West Midlands (Regional) League Premier Division | 10    |                   |
| Sheerwater                | Combined Counties League Division One            | 10    | Sheers            |
| Sheffield                 | Northern Premier League Division One South       | 8     | Club              |
| Sheffield United          | League One                                       | 3     | Blades            |
| Sheffield Wednesday       | Championship                                     | 2     | Owls              |
| Sheppey United            | Kent Invicta League                              | 10    | Ites              |
| Shepshed Dynamo           | Midland League Premier Division                  | 9     | Dynamo            |
| Shepton Mallet            | Western League Premier Division                  | 9     |                   |
| Sherborne Town            | Western League Premier Division                  | 9     |                   |
| Shildon                   | Northern League Division One                     | 9     | Railwaymen        |
| Shirebrook Town           | Northern Counties East League Division One       | 10    |                   |
| Sholing                   | Wessex League Premier Division                   | 9     | Boatmen           |
| Shoreham                  | Southern Combination League Premier Division     | 9     | Musselmen         |
| Shortwood United          | Southern League Division One South & West        | 8     | Woods             |
| Shortwood United Reserves | Hellenic League Division One West                | 10    | Woods             |
| Shrewsbury Town           | League One                                       | 3     | Shrews            |
| Shrivenham                | Hellenic League Division One West                | 10    | Shrivy            |
| Sidlesham                 | Southern Combination League Division One         | 10    | Sids              |
| Silsden                   | North West Counties League Premier Division      | 9     | Cobbydalers       |
| Sittingbourne             | Isthmian League Division One South               | 8     | Brickies          |
| Skelmersdale United       | Northern Premier League Premier Division         | 7     | Skem              |
| Sleaford Town             | United Counties League Premier Division          | 9     | Greens            |
| Slimbridge                | Southern League Division One South & West        | 8     | Swans             |
| Slough Town               | Southern League Premier Division                 | 7     | Rebels            |
| Smethwick Rangers         | West Midlands (Regional) League Premier Division | 10    |                   |
| Soham Town Rangers        | Isthmian League Division One North               | 8     | Greens            |
| Solihull Moors            | National League North                            | 6     | Moors             |
| South Normanton Athletic  | East Midlands Counties League                    | 10    | Shiners           |
| South Park                | Isthmian League Division One South               | 8     | Sparks            |
| South Park Reserves       | Combined Counties League Division One            | 10    | Sparks            |
| South Shields             | Northern League Division Two                     | 10    | Mariners          |
| Southall                  | Spartan South Midlands League Division One       | 10    |                   |
| Southam United            | Midland League Division One                      | 10    | Saints            |
| Southampton               | Premier League                                   | 1     | Saints            |
| Southend Manor            | Essex Senior League                              | 9     | Manor             |
| Southend United           | League One                                       | 3     | Shrimpers         |
| Southport                 | National League                                  | 5     | Sandgrounders     |
| Southwick                 | Southern Combination League Division One         | 10    | Wickers           |
| Spalding United           | Northern Premier League Division One South       | 8     | Tulips            |
| Spelthorne Sports         | Combined Counties League Premier Division        | 9     | Spelly            |
| Spennymoor Town           | Northern Premier League Division One North       | 8     | Moors             |
| Sporting Bengal United    | Essex Senior League                              | 9     | Bengal Tigers     |
| Sporting Khalsa           | Midland League Premier Division                  | 9     |                   |
| Squires Gate              | North West Counties League Premier Division      | 9     | Gate              |
| St Albans City            | National League South                            | 6     | Saints            |
| St Andrews                | East Midlands Counties League                    | 10    | Saints            |
| St Blazey                 | South West Peninsula League Premier Division     | 10    | Green & Blacks    |
| St Francis Rangers        | Southern Combination League Premier Division     | 9     | Rangers           |
| St Helens Town            | North West Counties League Division One          | 10    | Saints            |
| St Ives Town              | Southern League Division One Central             | 8     | Saints            |
| St Margaretsbury          | Spartan South Midlands League Premier Division   | 9     | Bury              |
| St Neots Town             | Southern League Premier Division                 | 7     | Saints            |
| St Neots Town Saints      | United Counties League Division One              | 10    | Saints            |
| Stafford Rangers          | Northern Premier League Division One South       | 8     | Rangers           |
| Stafford Town             | Midland League Division One                      | 10    | Reds              |
| Staines Lammas            | Combined Counties League Division One            | 10    | Lammas            |
| Staines Town              | Isthmian League Premier Division                 | 7     | Swans             |
| Stalybridge Celtic        | National League North                            | 6     | Celts             |
| Stamford                  | Northern Premier League Premier Division         | 7     | Daniels           |
| Stansted                  | Essex Senior League                              | 9     | Blues             |
| Stanway Rovers            | Eastern Counties League Premier Division         | 9     | Rovers            |
| Stapenhill                | East Midlands Counties League                    | 10    | Swans             |
| Staveley Miners Welfare   | Northern Counties East League Premier Division   | 9     | Welfare           |
| Stevenage                 | League Two                                       | 4     | Boro              |
| Stewart & Lloyds Corby    | United Counties League Division One              | 10    | Foundrymen        |
| Steyning Town             | Southern Combination League Division One         | 10    | Barrowmen         |
| Stockport County          | National League North                            | 6     | Hatters           |
| Stockport Town            | North West Counties League Division One          | 10    |                   |
| Stocksbridge Park Steels  | Northern Premier League Division One South       | 8     | Steels            |
| Stoke City                | Premier League                                   | 1     | Potters           |
| Stoke Gabriel             | South West Peninsula League Premier Division     | 10    | Railwaymen        |
| Stokesley Sports Club     | Northern League Division Two                     | 10    |                   |
| Stone Old Alleynians      | West Midlands (Regional) League Premier Division | 10    |                   |
| Storrington               | Southern Combination League Division One         | 10    | Swans             |
| Stotfold                  | Spartan South Midlands League Premier Division   | 9     | Eagles            |
| Stourbridge               | Northern Premier League Premier Division         | 7     | Glassboys         |
| Stourport Swifts          | Midland League Premier Division                  | 9     | Swifts            |
| Stowmarket Town           | Eastern Counties League Division One             | 10    | Old Black & Golds |
| Stratford Town            | Southern League Premier Division                 | 7     | Town              |
| Street                    | Western League Premier Division                  | 9     | Cobblers          |
| Studley                   | Midland League Division One                      | 10    | Bees              |
| Sun Postal Sports         | Spartan South Midlands League Premier Division   | 9     | Suns              |
| Sunderland                | Premier League                                   | 1     | Black Cats        |
| Sunderland Ryhope CA      | Northern League Division One                     | 9     | CA                |
| Sutton Athletic           | Kent Invicta League                              | 10    |                   |
| Sutton Coldfield Town     | Northern Premier League Premier Division         | 7     | Royals            |
| Sutton Common Rovers      | Combined Counties League Premier Division        | 9     | Commoners         |
| Sutton United             | National League South                            | 6     | U's               |
| Swaffham Town             | Eastern Counties League Premier Division         | 9     | Pedlars           |
| Swansea City (1)          | Premier League                                   | 1     | Swans             |
| Swindon Supermarine       | Southern League Division One South & West        | 8     | Marine            |
| Swindon Town              | League One                                       | 3     | Robins            |

### T
| Klub                     | Bajnokság                                        | Szint | Becenév           |
| ------------------------ | ------------------------------------------------ | ----- | ----------------- |
| Tadcaster Albion         | Northern Counties East League Premier Division   | 9     | Brewers           |
| Tadley Calleva           | Wessex League Division One                       | 10    | Tadders           |
| Takeley                  | Essex Senior League                              | 9     |                   |
| Tamworth                 | National League North                            | 6     | Lambs             |
| Taunton Town             | Southern League Division One South & West        | 8     | Peacocks          |
| Tavistock                | South West Peninsula League Premier Division     | 10    | Lambs             |
| Team Bury                | Eastern Counties League Division One             | 10    | Blues             |
| Team Northumbria         | Northern League Division Two                     | 10    | Team North        |
| Team Solent              | Wessex League Premier Division                   | 9     |                   |
| Teversal                 | Northern Counties East League Division One       | 10    | Tevie Boys        |
| Thackley                 | Northern Counties East League Premier Division   | 9     | Dennyboys         |
| Thame United             | Hellenic League Premier Division                 | 9     | United            |
| Thamesmead Town          | Isthmian League Division One North               | 8     | Mead              |
| Thatcham Town            | Hellenic League Premier Division                 | 9     | Kingfishers       |
| Thetford Town            | Eastern Counties League Premier Division         | 9     | Brecklanders      |
| Thornaby                 | Northern League Division Two                     | 10    | Blues             |
| Thrapston Town           | United Counties League Division One              | 10    | Thrapo            |
| Three Bridges            | Isthmian League Division One South               | 8     | Bridges           |
| Thurrock                 | Isthmian League Division One North               | 8     | Fleet             |
| Tilbury                  | Isthmian League Division One North               | 8     | Dockers           |
| Tipton Town              | West Midlands (Regional) League Premier Division | 10    | Town              |
| Tiverton Town            | Southern League Division One South & West        | 8     | Yellows           |
| Tividale                 | Northern Premier League Division One South       | 8     | Dale              |
| Tonbridge Angels         | Isthmian League Premier Division                 | 7     | Angels            |
| Tooting & Mitcham United | Isthmian League Division One South               | 8     | Terrors           |
| Torpoint Athletic        | South West Peninsula League Premier Division     | 10    | Gold & Black Army |
| Torquay United           | National League                                  | 5     | Gulls             |
| Tottenham Hotspur        | Premier League                                   | 1     | Lilywhites        |
| Totton & Eling           | Wessex League Division One                       | 10    | Millers           |
| Tow Law Town             | Northern League Division Two                     | 10    | Lawyers           |
| Tower Hamlets            | Essex Senior League                              | 9     | Green Army        |
| Trafford                 | Northern Premier League Division One North       | 8     | North             |
| Tranmere Rovers          | National League                                  | 5     | Rovers            |
| Tring Athletic           | Spartan South Midlands League Premier Division   | 9     | Athletic          |
| Truro City               | National League South                            | 6     | White Tigers      |
| Tuffley Rovers           | Hellenic League Premier Division                 | 9     | Rovers            |
| Tunbridge Wells          | Southern Counties East League                    | 9     | Wells             |
| Tytherington Rocks       | Hellenic League Division One West                | 10    | Tytherington      |

### U
| Klub                       | Bajnokság                            | Szint | Becenév |
| -------------------------- | ------------------------------------ | ----- | ------- |
| United Services Portsmouth | Wessex League Division One           | 10    | RN      |
| Uxbridge                   | Southern League Division One Central | 8     | Reds    |

### V
| Klub         | Bajnokság                        | Szint | Becenév |
| ------------ | -------------------------------- | ----- | ------- |
| VCD Athletic | Isthmian League Premier Division | 7     | Vickers |
| Verwood Town | Wessex League Premier Division   | 9     | Potters |

### W
| Klub                             | Bajnokság                                        | Szint | Becenév         |
| -------------------------------- | ------------------------------------------------ | ----- | --------------- |
| Walsall                          | League One                                       | 3     | Saddlers        |
| Walsall Wood                     | Midland League Premier Division                  | 9     | Wood            |
| Walsham-le-Willows               | Eastern Counties League Premier Division         | 9     | Willows         |
| Waltham Abbey                    | Isthmian League Division One North               | 8     | Abbotts         |
| Waltham Forest                   | Essex Senior League                              | 9     | Stags           |
| Walton & Hersham                 | Isthmian League Division One South               | 8     | Swans           |
| Walton Casuals                   | Isthmian League Division One South               | 8     | Stags           |
| Wanderers                        | Surrey South Eastern Combination                 | 16    | The Rovers      |
| Wantage Town                     | Southern League Division One South & West        | 8     | Alfredians      |
| Wantage Town Reserves            | Hellenic League Division One East                | 10    | Alfredians      |
| Ware                             | Southern League Division One Central             | 8     | Blues           |
| Warminster Town                  | Western League Division One                      | 10    | Reds & Blacks   |
| Warrington Town                  | Northern Premier League Division One North       | 8     | Wire            |
| Washington                       | Northern League Division One                     | 9     | Mechanics       |
| Watford                          | Premier League                                   | 1     | Hornets         |
| Wealdstone                       | National League South                            | 6     | Stones          |
| Welling United                   | National League                                  | 5     | Wings           |
| Wellingborough Town              | United Counties League Premier Division          | 9     | Cornies         |
| Wellingborough Whitworth         | United Counties League Division One              | 10    | Flourmen        |
| Wellington (Herefordshire)       | West Midlands (Regional) League Premier Division | 10    | Wellies         |
| Wellington (Somerset)            | Western League Division One                      | 10    | Tangerines      |
| Wellington Amateurs              | West Midlands (Regional) League Premier Division | 10    | Ams             |
| Wells City                       | Western League Division One                      | 10    |                 |
| Welton Rovers                    | Western League Premier Division                  | 9     | Rovers          |
| Welwyn Garden City               | Spartan South Midlands League Premier Division   | 9     | Citizens        |
| Wembley                          | Spartan South Midlands League Premier Division   | 9     | Lions           |
| West Allotment Celtic            | Northern League Division One                     | 9     | Celtic          |
| West Auckland Town               | Northern League Division One                     | 9     | West            |
| West Bromwich Albion             | Premier League                                   | 1     | Baggies         |
| West Didsbury & Chorlton         | North West Counties League Premier Division      | 9     | West            |
| West Ham United                  | Premier League                                   | 1     | Irons           |
| Westbury United                  | Western League Division One                      | 10    | White Horse Men |
| Westella & Willerby              | Northern Counties East League Division One       | 10    |                 |
| Westfield (Surrey)               | Combined Counties League Premier Division        | 9     | Field           |
| Westfields                       | Midland League Premier Division                  | 9     | Fields          |
| Weston-super-Mare                | National League South                            | 6     | Seagulls        |
| Weymouth                         | Southern League Premier Division                 | 7     | Terras          |
| Whickham                         | Northern League Division Two                     | 10    | Home Guard      |
| Whitby Town                      | Northern Premier League Premier Division         | 7     | Seasiders       |
| Whitchurch United                | Wessex League Premier Division                   | 9     | Jam Boys        |
| Whitehawk                        | National League South                            | 6     | Hawks           |
| Whitchurch Alport                | North West Counties League Division One          | 10    |                 |
| Whitley Bay                      | Northern League Division One                     | 9     | Seahorses       |
| Whitstable Town                  | Isthmian League Division One South               | 8     | Oystermen       |
| Whitton United                   | Eastern Counties League Premier Division         | 9     | Greens          |
| Whyteleafe                       | Isthmian League Division One South               | 8     | Leafe           |
| Wick & Barnham United            | Southern Combination League Premier Division     | 9     | Wickers         |
| Widnes                           | North West Counties League Division One          | 10    | Vikings         |
| Wigan Athletic                   | League One                                       | 3     | Latics          |
| Willand Rovers                   | Western League Premier Division                  | 9     | Rovers          |
| Willenhall Town                  | West Midlands (Regional) League Premier Division | 10    | Lockmen         |
| Willington                       | Northern League Division Two                     | 10    | Blue & Whites   |
| Wimborne Town                    | Southern League Division One South & West        | 8     | Magpies         |
| Wincanton Town                   | Wessex League Division One                       | 10    | Winkys          |
| Winchester City                  | Southern League Division One South & West        | 8     | Citizens        |
| Windsor                          | Combined Counties League Premier Division        | 9     | Royalists       |
| Wingate & Finchley               | Isthmian League Premier Division                 | 7     | Blues           |
| Winsford United                  | North West Counties League Premier Division      | 9     | Blues           |
| Winslow United                   | Spartan South Midlands League Division One       | 10    | Ploughmen       |
| Winterbourne United              | Western League Premier Division                  | 9     | Bourne          |
| Winterton Rangers                | Northern Counties East League Division One       | 10    | Rangers         |
| Wisbech Town                     | United Counties League Premier Division          | 9     | Fenmen          |
| Witham Town                      | Isthmian League Division One North               | 8     | Town            |
| Witheridge                       | South West Peninsula League Premier Division     | 10    | Withy           |
| Witton Albion                    | Northern Premier League Division One North       | 8     | Albs            |
| Wivenhoe Town                    | Eastern Counties League Division One             | 10    | Dragons         |
| Wodson Park                      | Spartan South Midlands League Division One       | 10    |                 |
| Woking                           | National League                                  | 5     | Cardinals       |
| Wokingham & Emmbrook             | Hellenic League Premier Division                 | 9     | Satsumas        |
| Wolverhampton Casuals            | West Midlands (Regional) League Premier Division | 10    | Cassies         |
| Wolverhampton Sporting Community | West Midlands (Regional) League Premier Division | 10    | Sporting        |
| Wolverhampton Wanderers          | Championship                                     | 2     | Wolves          |
| Woodbridge Town                  | Eastern Counties League Division One             | 10    | Woodpeckers     |
| Woodford Town                    | Spartan South Midlands League Division One       | 10    | Woods           |
| Woodford United                  | United Counties League Division One              | 10    | Reds            |
| Woodley United                   | Hellenic League Division One East                | 10    | Kestrels        |
| Worcester City                   | National League North                            | 6     | Dragons         |
| Worcester Park                   | Combined Counties League Division One            | 10    | Skinners        |
| Workington                       | Northern Premier League Premier Division         | 7     | Reds            |
| Worksop Town                     | Northern Counties East League Premier Division   | 9     | Tigers          |
| Worsbrough Bridge Athletic       | Northern Counties East League Division One       | 10    | Bridge          |
| Worthing                         | Isthmian League Division One South               | 8     | Rebels          |
| Worthing United                  | Southern Combination League Premier Division     | 9     | Mavericks       |
| Wrexham (1)                      | National League                                  | 5     | Dragons         |
| Wroxham                          | Isthmian League Division One North               | 8     | Yachtsmen       |
| Wycombe Wanderers                | League Two                                       | 4     | Chairboys       |

### Y
| Klub              | Bajnokság                                  | Szint | Becenév    |
| ----------------- | ------------------------------------------ | ----- | ---------- |
| Yate Town         | Southern League Division One South & West  | 8     | Bluebells  |
| Yaxley            | United Counties League Premier Division    | 9     | Cuckoos    |
| Yeovil Town       | League Two                                 | 4     | Glovers    |
| York City         | League Two                                 | 4     | Minstermen |
| Yorkshire Amateur | Northern Counties East League Division One | 10    | Ammers     |

### 0–9
| Klub           | Bajnokság                                   | Szint | Becenév |
| -------------- | ------------------------------------------- | ----- | ------- |
| 1874 Northwich | North West Counties League Premier Division | 9     |         |